# Чемпионат МХЛ 1995/1996 (составы)
Составы команд, участвовавших в чемпионате МХЛ 1995/96.
Указано гражданство хоккеистов, не являвшихся гражданами России (согласно eliteprospects.com).

## 1. «Лада»
Вратари: Андрей Болсуновский (23 матча, 35 пропущенных голов), Валерий Иванников (13, 24), Сергей Николаев (28, 39, 1 передача).

Защитники:  Андрей Бущан (← «Авангард»), Олег Волков, Олег Давыдов, Сергей Журиков, Павел Зубов, Олег Кофтун,  Александр Макрицкий (← «Авангард»),  Игорь В. Никитин, Вадим Подрезов,  Олег Романов, Владимир Тарасов, Алексей Тезиков,  Олег Хмыль, Денис Цыгуров.

Нападающие: Вячеслав Безукладников, Олег Белкин, Юрий Буцаев, Эдуард Горбачёв, Павел Десятков, Сергей Елаков, Анатолий Емелин, Юрий Злов, Владимир Зоркин, Александр Иванов, Анатолий Ковешников, Павел Лазарев, Олег Мальцев (← «Трактор»), Денис Метлюк, Александр Нестеров,  Василий Панков, Константин Перегудов, Иван Свинцицкий,  Константин Татаринцев, Игорь Трухачёв.

Главный тренер Геннадий Цыгуров.

## 2. «Динамо» Москва
Вратари: Ильдар Мухометов (23, 35), Евгений Набоков (39, 68).

Защитники: Сергей Вышедкевич, Виктор Глушенков, Евгений Грибко, Вадим Гусев,  Вячеслав Завальнюк, Роман Золотов, Максим Кузнецов, Олег Ореховский, Дмитрий Рябыкин, Дмитрий Суханов,  Алексей Трощинский, Сергей В. Федотов.

Нападающие: Максим Афиногенов, Игорь Бахмутов, Александр Борозенко, Андрей Васин, Владимир Воробьёв, Владимир Грачёв, Игорь Дорофеев, Дмитрий Емельянцев, Роман Ильин, Денис Карцев, Александр Кувалдин, Андрей Кузьмин, Сергей Лучинкин, Юрий Леонов, Дмитрий Назаров, Эдуард Першин, Сергей Петренко, Владимир Потапов, Александр Прокопьев,  Виталий Семенченко, Дмитрий Сергеев, Станислав Чвокин, Дмитрий Чумаченко, Равиль Якубов.

Главный тренер: Владимир Голубович.

## 3. «Салават Юлаев»
Вратари: Игорь Васильев (12, 18), Владимир Тихомиров (42, 72).

Защитники: Владимир Алексеев,  Андрей Волков, Андрей Зюзин, Владислав Озолин, Алексей Плотников, Михаил Потапов, Венер Сафин, Василий Чижов, Андрей Яханов.

Нападающие: Денис Афиногенов, Рустем Габдуллин, Алик Гареев, Константин Горденко, Андрей Давлетов, Раиль Муфтиев, Вадим Плотников, Константин Полозов, Александр Свержов, Вячеслав Сидоров, Андрей Сидякин, Руслан Сулейманов, Борис Тимофеев, Айдар Хайруллин, Дмитрий Холепа, Руслан Шафиков, Рамиль Юлдашев (← «Сокол»), Альфред Юнусов.

Главный тренер: Рафаил Ишматов.

## 3. «Авангард»
Вратари:  Александр Вьюхин (31, 52),  Сергей Храмцов (27, 38).

Защитники: Олег Бурлуцкий,  Андрей Бущан (→ «Лада»),  Владимир Копать, Сергей Коробкин, Альберт Логинов,  Александр Макрицкий (→ «Лада»), Константин Маслюков, Юрий Панов, Дмитрий Пархоменко, Олег Угольников, Игорь Хацей.

Нападающие:  Игорь Андрющенко,  Игорь Беляевский, Сергей Бердников,  Константин Буценко, Дмитрий Горенко, Игорь Дякив, Сергей Елаков, Сергей Жеребцов,  Эдуард Занковец,  Павел Каменцев,  Олег Кряжев, Роман Малов, Николай Мариненко,  Андрей Расолько,  Ерлан Сагымбаев, Андрей Субботин, Виталий Чинахов,  Сергей Шитковский.

Главный тренер: Леонид Киселёв.

## 5. «Металлург» Магнитогорск
- вр Лойферман, Евгений Михайлович
- вр Тортунов, Борис Владимирович
- защ  Аскаров, Марат Рафкатович
- защ Васильев, Олег Михайлович
- защ  Гловацкий, Вадим Николаевич
- защ Губарев, Евгений Михайлович
- защ  Земляной, Игорь Степанович
- защ Исаев, Юрий Алексеевич
- защ Князев, Игорь Фёдорович
- защ  Леонтьев, Олег Юрьевич ← «Кристалл» С
- защ Мартемьянов, Андрей Алексеевич
- защ Мусатаев, Георгий Александрович
- защ Никулин, Валерий Викторович
- защ Подрезов, Вадим Евгеньевич
- защ Симонов, Сергей Владимирович
- защ  Соколов, Андрей Павлович
- защ  Федотов, Сергей Александрович ← «Кристалл» С
- нап  Бородулин, Михаил Ильич
- нап Варицкий, Игорь Константинович
- нап Воронежев, Дмитрий Владимирович
- нап Гольц, Александр Львович
- нап Гомоляко, Сергей Юрьевич
- нап  Девятков, Сергей Николаевич
- нап Жебровский, Сергей Валерьевич → «Металлург» М
- нап Ивлев, Сергей Иванович → «Трактор»
- нап  Корешков, Александр Геннадьевич
- нап  Корешков, Евгений Геннадьевич
- нап Максимов, Дмитрий Валерьевич
- нап Осипов, Сергей Юрьевич
- нап Погодин, Алексей Николаевич
- нап Пуртов, Сергей Валентинович
- нап Разин, Андрей Владимирович
- нап Соломатов, Сергей Леонидович
- нап Степанов, Алексей Борисович
- нап Торопченко, Леонид Александрович
- нап Чибиряев, Александр Львович
- нап  Шафранов, Константин Витальевич
- Главный тренер: Валерий Постников.

## 6. «Торпедо» Ярославль
- вр Подомацкий, Егор Геннадьевич
- вр Тарасов, Евгений Юрьевич
- вр Червяков, Алексей Алексеевич
- защ Амелин, Алексей Викторович
- защ Васильев, Алексей Сергеевич
- защ Горохов, Илья Владимирович
- защ Доника, Михаил Георгиевич
- защ Жуков, Сергей Петрович
- защ Комиссаров, Олег Викторович
- защ Красоткин, Дмитрий Иванович
- защ Сапожков, Евгений Владимирович
- защ Соболев, Андрей Владимирович
- защ Цыбук, Евгений Константинович
- защ Шалдыбин, Евгений Сергеевич
- защ Шведов, Владислав Владимирович
- нап Ардашев, Александр Аркадьевич
- нап Власенков, Дмитрий Вячеславович
- нап Горшков, Алексей Валентинович
- нап Зайцев, Сергей Фёдорович
- нап Зыбин, Александр Викторович
- нап Костромин, Роман Павлович
- нап Курочкин, Вячеслав Павлович
- нап  Литвиненко, Виталий Иванович
- нап Львов, Анатолий Львович ← «Молот»
- нап Меляков, Игорь Викторович
- нап  Ниживий, Александр Богданович
- нап Самылин, Владимир Иванович
- нап  Скабелка, Андрей Владимирович
- нап Скопцов, Александр Сергеевич
- нап Тарасенко, Андрей Владимирович
- нап  Трасеух, Алексей Борисович
- нап Устюгов, Анатолий Алексеевич
- нап Шестериков, Сергей Владимирович
- Главный тренер: Сергей Николаев.

## 7. «Ак Барс»
- вр Абрамов, Сергей Михайлович
- вр Ячанов, Дмитрий Николаевич
- защ Анисимов, Артём Вячеславович
- защ Балмин, Дмитрий Анатольевич
- защ  Гунько, Юрий Дмитриевич
- защ Завьялов, Александр Васильевич
- защ Лабзов, Леонид Владимирович
- защ Макаров, Владислав Валентинович
- защ  Полковников, Олег Олегович
- защ  Савицкий, Александр Валерьевич
- защ Хайдаров, Ремир Амирович
- защ Якубов, Рафик Хабибуллович
- нап Баранов, Роман Геннадьевич
- нап  Бобровников, Василий Валентинович
- нап Ванясов, Дмитрий Вячеславович
- нап Веселов, Глеб Анатольевич
- нап Гарифуллин, Алмаз Миннеханович
- нап Гизатуллин, Ильнур Альфридович
- нап Голубев, Кирилл Витальевич
- нап Горев, Роман Юрьевич
- нап Кадейкин, Айрат Хайдарович
- нап Касьянов, Ринат Римович
- нап Кудерметов, Эдуард Дамирович
- нап Кутасов, Сергей Александрович
- нап Маслов, Владимир Юрьевич
- нап Сарматин, Михаил Сергеевич
- нап Толоконцев, Олег Махаммадович
- нап Царёв, Андрей Александрович
- нап Чупин, Алексей Геннадьевич
- нап Шайдуллин, Вадим Вакивович
- нап  Шахрайчук, Вадим Валерьевич
- Главный тренер: Юрий Моисеев.

## 8. «Кристалл» Электросталь
- вр Галкин, Игорь Витальевич
- вр Кузьменко, Денис Юрьевич
- защ Басалгин, Андрей Тимофеевич
- защ Головкин, Александр Анатольевич
- защ Гришин, Александр Николаевич
- защ Каблин, Роман Александрович
- защ Камалетдинов, Рустем Фанюсович
- защ Карпов, Сергей Николаевич
- защ Мусатов, Вадим Юрьевич
- защ Прошкин, Виталий Васильевич
- защ Решетников, Сергей Борисович
- защ Симашов, Андрей Евгеньевич
- защ Чебатуркин, Владимир Александрович
- нап Брызгалов, Владислав Владимирович
- нап Быковский, Борис Анатольевич
- нап Вершинин, Дмитрий Сергеевич
- нап Зинин, Дмитрий Эдуардович
- нап Иванов, Денис Александрович
- нап Кабанов, Виталий Александрович
- нап Королев, Андрей Николаевич
- нап Леонов, Владимир Викторович
- нап Никоноров, Сергей Викторович
- нап Новиков, Сергей Михайлович
- нап Покотило, Вадим Анатольевич
- нап Селютин, Сергей Рудольфович
- нап Сидляров, Андрей Владимирович
- нап Томилин, Виталий Владимирович
- нап Фролов, Константин Николаевич
- нап Ходор, Дмитрий Владимирович
- нап Чистоклетов, Василий Геннадьевич
- нап Шевцов, Игорь Евгеньевич
- Главный тренер: Владимир Мариничев.

## 9. «Северсталь»
- вр Карпин, Андрей Борисович
- вр  Поляков, Сергей Алексеевич
- защ Данилов, Алексей Александрович
- защ Дылевский, Андрей Геннадьевич
- защ Ждан, Александр Николаевич
- защ Кобзев, Олег Анатольевич
- защ Козырев, Андрей Леонидович
- защ Кукушкин, Дмитрий Викторович
- защ Лынов, Юрий Алексеевич
- защ Митькин, Михаил Юрьевич
- защ  Савченко, Андрей Николаевич
- защ Солин, Виталий Александрович
- защ Терехов, Александр Вячеславович
- защ Тягин, Владимир Юрьевич
- защ Усанов, Сергей Витальевич
- нап  Антоненко, Олег Владимирович
- нап Барсуков, Алексей Михайлович
- нап  Бекбулатов, Вадим Николаевич
- нап Болтунов, Олег Иванович
- нап Вершинин, Владимир Васильевич
- нап Долгов, Андрей Сергеевич
- нап Иванов, Михаил Викторович
- нап Каменев, Василий Вадимович
- нап Кондрашкин, Сергей Вячеславович
- нап Кочин, Владимир Анатольевич
- нап Никулин, Игорь Борисович
- нап Павлов, Евгений Александрович
- нап Петров, Игорь Зинонович
- нап Савчук, Олег Ростиславович
- нап Соколов, Алексей Борисович
- нап Старковский, Игорь Алексеевич
- нап Уйманов, Владимир Викторович
- Главный тренер: Владимир Голев.

## 10. СКА
- вр  Бруль, Евгений Васильевич
- вр Кореньков, Кирилл Витальевич
- вр Соколов, Максим Анатольевич
- защ Алексушин, Владимир Борисович
- защ Гайлик, Юрий Викторович
- защ Давыдов, Марат Хайдарович
- защ  Остроушко, Артём Алексеевич
- защ Рубов, Алексей Владимирович
- защ Сивов, Александр Владимирович
- защ Сипченко, Игорь Геннадьевич
- защ Стрелков, Михаил Владимирович
- защ Тимофеев, Олег Владимирович
- защ Филинов, Евгений Сергеевич
- защ Хаванов, Александр Павлович
- защ Цветков, Дмитрий Николаевич
- нап Андреев, Владимир Николаевич
- нап Беляков, Виктор Евгеньевич
- нап Виноградов, Александр Львович
- нап Горбушин, Илья Анатольевич
- нап Горовиков, Константин Владимирович
- нап Евстигнеев, Павел Геннадьевич
- нап Ефимов, Алексей Валентинович
- нап Ильющенко, Сергей Анатольевич
- нап Клочков, Владислав Васильевич
- нап Кознев, Алексей Валентинович
- нап Михайлов, Егор Борисович
- нап Павлычев, Антон Павлович
- нап Попов, Алексей Николаевич
- нап Пушков, Сергей Михайлович
- нап Самсоник, Владимир Евгеньевич
- нап Сикачев, Александр Юрьевич
- нап Сушинский, Максим Юрьевич
- нап Цыплаков, Юрий Алексеевич

Главный тренер: Борис Михайлов.

## 11. «Рубин»
- вр  Бессонов, Павел Павлович
- вр Василевский, Андрей Леонидович
- вр  Рягузов, Вадим Валерьевич → «Булат»
- защ Архипов, Виктор Владимирович
- защ Бурлуцкий, Дмитрий Викторович
- защ Галимжанов, Рашит Рафикович
- защ Ганин, Владимир Анатольевич
- защ Капуловский, Владимир Иванович
- защ Качесов, Олег Викторович
- защ  Кульпин, Вячеслав
- защ Нигматуллин, Халим Хакимуллович
- защ Плотников, Павел Валерьевич
- защ Саенко, Дмитрий Александрович
- защ Шурупов, Дмитрий Владимирович
- нап Бабенко, Николай Николаевич
- нап  Валиуллин, Эдуард Гусманович
- нап Ванясов, Дмитрий Вячеславович
- нап Галынский, Алексей Викторович
- нап Громов, Владислав Алексеевич
- нап Гудожников, Валерий Викторович
- нап Девятков, Сергей Николаевич
- нап Ждахин, Алексей Геннадьевич
- нап Жуков, Алексей Юрьевич
- нап Зайцев, Сергей Геннадьевич
- нап Зоркин, Владимир Николаевич
- нап Курочкин, Константин Вячеславович
- нап Латышев, Игорь Михайлович
- нап Пахомов, Андрей Михайлович
- нап Пискулин, Максим Валерьевич
- нап Самопальников, Александр Геннадьевич
- нап Устинов, Николай Сергеевич
- нап Хаев, Вячеслав Александрович
- нап Цай, Андрей Владимирович
- нап  Цуканов, Павел Дмитриевич
- нап  Шастин, Евгений Евгеньевич
- нап Щелкунов, Вадим Валерьевич
- Главный тренер: Александр Кузьмин.

## 12. «Молот»
- вр Ерохин, Валерий Александрович
- вр Хомутов, Дмитрий Анатольевич
- вр Яваев, Рушан Зефярович
- защ Ачапкин, Олег Михайлович
- защ Гущин, Олег Александрович
- защ Емелин, Андрей Николаевич
- защ Ковальков, Михаил Павлович
- защ Лукичёв, Сергей Валерьевич
- защ Марченко, Сергей Юрьевич
- защ Олейник, Валерий Андреевич
- защ Стержанов, Мурат Леонидович
- защ Суярков, Сергей Владимирович
- защ Юбин, Ильдар Владимирович
- нап Агеев, Александр Николаевич
- нап Ахметов, Евгений Каримович
- нап Бардин, Николай Владимирович
- нап  Бернатавичюс, Дмитрий Антанасович
- нап Губанов, Сергей Александрович
- нап Гулявцев, Александр Вячеславович
- нап Ермолаев, Павел Аркадьевич ← «Кристалл» С
- нап Ипатов, Михаил Александрович
- нап Козлов, Сергей Викторович
- нап Львов, Анатолий Львович → «Торпедо» Яр
- нап Нечаев, Сергей Владимирович
- нап Панин, Алексей Валерьевич
- нап Погодин, Алексей Николаевич
- нап Романов, Дмитрий Алексеевич
- нап Селезов, Андрей Юрьевич ← «Кристалл» С
- нап Сергиевский, Алексей Викторович
- нап Трухачёв, Игорь Алексеевич
- нап Тупицын, Вадим Николаевич
- нап Хасанов, Ринат Равильевич
- Главный тренер: Василий Спиридонов.

## 13. «Кристалл» Саратов
- вр Аралин, Денис Валерьевич
- вр Егоров, Алексей Константинович
- вр Мельников, Дмитрий Сергеевич
- вр Сычков, Дмитрий Викторович
- защ Васильев, Олег Михайлович
- защ Гущин, Владислав Валентинович
- защ Добросердов, Виталий Борисович
- защ Думнов, Владимир Сергеевич
- защ Журиков, Сергей Викторович
- защ Кривоножкин, Алексей Александрович
- защ  Леонтьев, Олег Юрьевич → «Металлург» М
- защ Михайлов, Александр Анатольевич
- защ Мокшанцев, Александр Александрович
- защ Плотников, Сергей Викторович
- защ  Полищук, Иван Николаевич
- защ Симонов, Сергей Владимирович
- защ  Федотов, Сергей Александрович → «Металлург» М
- защ Чикин, Дмитрий Владимирович
- нап Бурханов, Али Шамильевич
- нап Двуреченский, Кирилл Петрович
- нап Ермолаев, Павел Аркадьевич → «Молот»
- нап Жебровский, Сергей Валерьевич ← «Кристалл» С
- нап Земсков, Сергей Евгеньевич
- нап Иванов, Александр Сергеевич
- нап Квятковский, Игорь Юрьевич
- нап Минаев, Валерий Викторович
- нап Молотилов, Вадим Анатольевич
- нап Самошкин, Сергей Владимирович
- нап Седов, Виталий Валентинович
- нап Селезов, Андрей Юрьевич → «Молот»
- нап Степанов, Игорь Витальевич
- нап Толстых, Сергей Викторович
- нап Умнов, Владислав Александрович
- нап Цуренков, Юрий Владимирович
- нап Черепуха, Николай Николаевич
- нап Чулков, Евгений Валерьевич
- нап Яковлев, Игорь Алексеевич
- Главный тренер: Владимир Куплинов.

## 14. «Спартак»
- вр Ивашкин, Алексей Валерьевич
- вр Федотов, Андрей Владимирович
- вр Шевцов, Олег Борисович
- защ Дёмин, Василий Викторович
- защ Козлов, Андрей Вячеславович
- защ Лукинский, Фёдор Вячеславович
- защ Макаров, Илья Сергеевич
- защ Марков, Даниил Евгеньевич
- защ Никишов, Андрей Вячеславович
- защ Петрочинин, Евгений Викторович
- защ Подлегаев, Дмитрий Михайлович
- защ Путилин, Алексей Александрович
- защ Сёмин, Николай Васильевич
- защ Юдин, Александр Леонидович
- нап Бердичевский, Лев Сергеевич
- нап Болдин, Игорь Петрович
- нап Евтюхин, Георгий Витальевич
- нап Епанчинцев, Вадим Сергеевич
- нап Клевакин, Дмитрий Владимирович
- нап Клеев, Игорь Владимирович
- нап Коротков, Константин Сергеевич
- нап Кочегаров, Алексей Викторович
- нап Лебедев, Геннадий Юрьевич
- нап Маринин, Олег Николаевич
- нап Митрошкин, Константин Юрьевич
- нап Мишуков, Игорь Викторович
- нап Рожков, Дмитрий Николаевич
- нап  Силдре, Олле Арвивич
- нап Степанов, Максим Юрьевич
- нап Ткачук, Алексей Васильевич
- нап Уваров, Владимир Анатольевич
- нап Шаламай, Сергей Анатольевич
- нап Шамолин, Дмитрий Вадимович
- нап Яковенко, Владислав Сергеевич
- Главный тренер: Виктор Шалимов.

## 15. ЦСКА
- вр  Еремеев, Виталий Михайлович
- вр Михайловский, Максим Михайлович
- вр Царёв, Андрей Анатольевич
- защ  Алексеев, Александр Юрьевич
- защ  Асташенко, Каспар Янович
- защ Ересько, Юрий Юрьевич
- защ Жмаев, Александр Владимирович
- защ Исайкин, Алексей Вячеславович
- защ Камалетдинов, Рустем Фанюсович
- защ Микаэлян, Левон Эдикович
- защ Мозгунов, Роман Анатольевич
- защ Мотков, Дмитрий Валерьевич
- защ Никитин, Игорь Борисович
- защ Соловьёв, Максим Юрьевич
- защ Сорокин, Андрей Александрович
- защ Траханов, Павел Сергеевич
- защ Турковский, Василий Николаевич
- защ  Цветков, Максим Александрович
- защ Шальнов, Станислав Юрьевич
- нап Акимов, Сергей Игоревич
- нап Винокуров, Денис Вячеславович
- нап Горев, Роман Юрьевич
- нап Жашков, Владимир Викторович
- нап Заварухин, Николай Николаевич
- нап Зеленко, Борис Валерьевич
- нап Каменев, Василий Владимирович
- нап Кваша, Олег Владимирович
- нап Кубенский, Вячеслав Евгеньевич
- нап Лещёв, Альберт Викторович
- нап Морозов, Валентин Алексеевич
- нап Петров, Михаил Борисович
- нап Петрунин, Андрей Иванович
- нап Пиголицын, Денис Николаевич
- нап Пронин, Николай Павлович
- нап  Райский, Андрей Александрович
- нап Романов, Станислав Николаевич
- нап Сажин, Денис Владимирович
- нап Самсонов, Сергей Викторович
- нап Смирнов, Павел Владиславович
- нап Субботин, Дмитрий Николаевич
- нап Титов, Александр Николаевич
- нап  Ясс, Марек Имантович
- нап Яшин, Алексей Валерьевич

Главный тренер: Виктор Тихонов.

## 16. «Торпедо» Нижний Новгород
- вр Игнатенко, Алексей Юрьевич
- вр Фадеев, Сергей Юрьевич
- защ Воеводин, Николай Анатольевич
- защ Галихманов, Вадим Рашидович
- защ Данчишин, Александр Анатольевич
- защ Клишин, Сергей Николаевич
- защ Куприянов, Александр Александрович
- защ Латин, Лев Николаевич
- защ Мажугин, Андрей Иванович
- защ Наместников, Олег Юрьевич
- защ Подрезов, Вадим Евгеньевич
- защ Солдатов, Валерий Николаевич
- защ Сырцов, Николай Александрович
- защ Шведов, Владислав Владимирович
- нап Аверкин, Вадим Игоревич
- нап Бобарико, Евгений Викторович
- нап Богусевич, Юрий Фирсович
- нап Водопьянов, Анатолий Николаевич
- нап Воробьёв, Алексей Борисович
- нап Желнов, Андрей Анатольевич
- нап Иванов, Алексей Васильевич
- нап Киреев, Владимир Генрихович
- нап Колюбакин, Сергей Витальевич
- нап Коньков, Владимир Валерьевич
- нап Макаров, Сергей Владимирович
- нап Орлов, Владимир Владимирович
- нап Пирожков, Дмитрий Владимирович
- нап Ротанов, Алексей Петрович
- нап Сараев, Олег Анатольевич
- нап Сиротинин, Игорь Юрьевич
- нап Смирнов, Андрей Вениаминович
- нап Смирнов, Василий Викторович
- нап Ушаков, Алексей Геннадьевич
- нап Шестериков, Сергей Владимирович
- нап Шумилов, Игорь Владимирович

Главный тренер: Михаил Варнаков.

## 17. «Крылья Советов»
- вр Марьин, Алексей Борисович
- вр Чумичёв, Виталий Евгеньевич
- защ Брезгунов, Вадим Анатольевич
- защ Варламов, Евгений Викторович
- защ Ерофеев, Дмитрий Евгеньевич
- защ Зимаков, Сергей Николаевич
- защ Канарейкин, Леонид Фёдорович
- защ Комаров, Сергей Леонидович
- защ Первухин, Василий Алексеевич
- защ Полищук, Сергей Викторович
- защ Рычков, Евгений Юрьевич
- защ Смирнов, Андрей Константинович
- защ Сташенков, Илья Владимирович
- защ Чуканов, Максим Валерьевич
- защ Щедров, Николай Николаевич
- нап Агарков, Павел Геннадьевич
- нап Бабенко, Юрий Иванович
- нап Бойков, Александр Рафаилович
- нап Бойченко, Павел Николаевич
- нап Деев, Яков Валерьевич
- нап Ефимов, Игорь Геннадьевич
- нап Исаков, Алексей Геннадьевич
- нап Кожевников, Александр Викторович
- нап Колкунов, Алексей Семенович
- нап Королюк, Александр Иванович
- нап  Литвинов, Юрий Владимирович
- нап Люзенков, Ярослав Игоревич
- нап Мартынов, Сергей Михайлович
- нап Морозов, Алексей Алексеевич
- нап Набоков, Дмитрий Викторович
- нап Новосельцев, Иван Петрович
- нап Погонин, Алексей Владимирович
- нап Ревякин, Руслан Владимирович
- нап  Селиванов, Сергей Анатольевич
- нап  Суурсоо, Тойво
- нап  Тарахчан, Денис Игоревич
- нап Терехов, Владимир Владимирович
- нап Томилин, Виталий Владимирович
- нап Трофимов, Александр Викторович
- Главный тренер: Игорь Дмитриев.

## 18. «Химик»
- вр Агопеев, Александр Вячеславович
- вр Дроздов, Сергей Игоревич
- вр Лаврецкий, Олег Николаевич
- вр Николаев, Сергей Геннадьевич
- защ Веригин, Борис Юрьевич
- защ Доронин, Андрей Владимирович
- защ Дрындин, Виталий Викторович
- защ Емелин, Андрей Николаевич
- защ Ершов, Андрей Валерьевич
- защ Крутов, Евгений Алексеевич
- защ Логинов, Андрей Николаевич
- защ Марков, Андрей Викторович
- защ Мирошников, Алексей Геннадьевич
- защ Монаенков, Игорь Александрович
- защ Селянин, Сергей Валентинович
- защ Тимофеев, Дмитрий Петрович
- защ Толоконников, Владимир Александрович
- защ Челнаков, Дмитрий Геннадьевич
- нап Александров, Игорь Сергеевич
- нап Артюшенко, Сергей Васильевич
- нап Белобрагин, Михаил Юрьевич
- нап  Белянский, Алексей Иванович
- нап Бердичевский, Лев Сергеевич
- нап Галкин, Александр Михайлович
- нап Гаранин, Евгений Евгеньевич
- нап Гусев, Вадим Михайлович
- нап Жинков, Александр Александрович
- нап Затевахин, Дмитрий Юрьевич
- нап Ильин, Владимир Константинович
- нап Казаков, Александр Анатольевич
- нап Королёв, Сергей Михайлович
- нап Крутов, Алексей Михайлович
- нап Кудяшов, Сергей Игнатьевич
- нап Курочкин, Вячеслав Павлович
- нап Левенок, Александр Александрович
- нап Максимов, Александр Георгиевич
- нап  Савченков, Павел Викторович
- нап Солдатов, Владимир Николаевич
- нап Сырцов, Александр Геннадьевич
- Главный тренер: Валерий Никитин.

## 19. «Автомобилист» Екатеринбург
- вр Семёнов, Александр Сергеевич
- вр Ширгазиев, Альберт Наилович
- защ Велижанин, Павел Григорьевич
- защ Воронов, Алексей Валерьевич
- защ Григорьев, Игорь Валерьевич
- защ Загвоздкин, Василий Викторович
- защ Мартемьянов, Андрей Алексеевич
- защ Мухин, Евгений Георгиевич
- защ Поротников, Олег Геннадьевич
- защ Скомороха, Андрей Владимирович
- защ Стюфеев, Вячеслав Александрович
- защ Тюменцев, Сергей Владимирович
- защ Устюжанин, Дмитрий Юрьевич
- нап Безроднов, Александр Робертович
- нап Гатаулин, Захар Галимович
- нап Еловиков, Владимир Ильич
- нап Зыбин, Виталий Александрович
- нап  Корешков, Игорь Геннадьевич
- нап Кошкин, Андрей Германович
- нап Лукиянов, Игорь Юрьевич
- нап Макаров, Алексей Сергеевич
- нап Митин, Денис Владимирович
- нап Пермяков, Алексей Владимирович
- нап Петраков, Андрей Александрович
- нап Петченко, Михаил Алексеевич
- нап Поченков, Денис Александрович
- нап Смаль, Евгений Владимирович
- нап Темляков, Андрей Юрьевич
- нап Хазов, Андрей Юрьевич
- нап Цуканов, Константин Валерьевич
- нап Чемоданов, Станислав Владимирович
- нап Шпаковский, Дмитрий Иванович

Главный тренер: Александр Асташёв.

## 20. «Металлург» Новокузнецк
- вр Батков, Максим Юрьевич
- вр Курошин, Дмитрий Николаевич
- вр Лисовец, Вячеслав Анатольевич
- вр Тарасов, Вадим Геннадьевич
- защ  Аргоков, Артём Владимирович
- защ Бакланов, Евгений Викторович
- защ Буценко, Вадим Анатольевич
- защ Воинский, Дмитрий Богданович
- защ Герольд, Вячеслав Анатольевич
- защ Евстафьев, Андрей Иванович
- защ Зуев, Юрий Александрович
- защ  Капантин, Алексей Юрьевич
- защ  Коледаев, Алексей Николаевич
- защ  Кузьмин, Евгений Александрович
- защ  Пупков, Евгений Борисович
- защ  Решетько, Василий Владимирович
- защ Трощенков, Андрей Владимирович
- нап  Бушуев, Александр Алексеевич
- нап Долгов, Андрей Сергеевич
- нап Заикин, Антон Анатольевич
- нап Китов, Александр Сергеевич
- нап Кормачёв, Владимир Николаевич
- нап  Курочкин, Николай Николаевич
- нап  Лашин, Илья Сергеевич
- нап  Летов, Евгений Владимирович
- нап  Лопатин, Алексей Викторович
- нап Малахов, Александр Анатольевич
- нап Морозов, Вадим Геннадьевич
- нап Москалёв, Сергей Юрьевич
- нап Николаев, Игорь Юрьевич
- нап  Павлюченко, Аркадий Вадимович → «Тивали»
- нап  Паршенков, Вадим Валерьевич
- нап  Пиневский, Станислав Эдвардович
- нап Сигарев, Михаил Васильевич
- нап Смирнов, Андрей Васильевич

Главный тренер: Николай Мышагин.

## 21. «Сокол»
- вр  Карпенко, Игорь Васильевич
- вр  Симчук, Константин Николаевич → «Нефтехимик»
- вр  Шундров, Юрий Александрович
- защ  Бернацкий, Алексей Владимирович
- защ  Гаркуша, Сергей Владимирович
- защ  Дешёвый, Сергей Викторович
- защ  Доника, Анатолий Григорьевич → «Нефтехимик»
- защ  Кирик, Владимир Михайлович
- защ  Лясковский, Юрий Николаевич
- защ  Муханов, Александр Сергеевич
- защ  Полоницкий, Василий Степанович
- защ  Савченко, Андрей Николаевич
- защ  Тимченко, Вячеслав Николаевич
- защ  Толкунов, Дмитрий Николаевич
- защ  Хоменко, Анатолий Андреевич
- защ  Шевченко, Владислав Валентинович
- защ  Юрченко, Игорь Валентинович
- нап  Бобровников, Василий Валентинович
- нап  Воюш, Андрей Иванович
- нап  Гончаренко, Виктор Анатольевич
- нап  Дидковский, Даниил Николаевич
- нап  Земченко, Сергей Владиленович
- нап  Зозовский, Владислав Эдуардович
- нап  Карнаух, Сергей Григорьевич
- нап  Ковешников, Анатолий Леонидович
- нап  Крикуненко, Олег Игоревич
- нап  Куценко, Виктор Павлович → «Нефтехимик»
- нап  Майко, Николай Александрович
- нап  Марковский, Дмитрий Анатольевич
- нап  Млинченко, Евгений Александрович → «Нефтехимик»
- нап  Николаев, Андрей Анатольевич
- нап  Овчинников, Андрей Александрович
- нап  Олецкий, Валентин Арнольдович
- нап  Пидгурский, Дмитрий Иванович
- нап  Разин, Сергей Владимирович
- нап  Реута, Виктор Анатольевич
- нап  Сальников, Роман Иванович
- нап  Степанищев, Анатолий Николаевич
- нап  Федоренко, Руслан Викторович
- нап  Шахрайчук, Вадим Валерьевич
- нап  Юлдашев, Рамиль Раильевич → «С. Юлаев»
- нап  Яковенко, Александр Александрович
- Главный тренер:  Александр Сеуканд.

## 22. «Торпедо» Усть-Каменогорск
- вр  Бородулин, Владимир Ильич
- вр Капкайкин, Константин Геннадьевич
- вр  Шимин, Александр Николаевич
- защ  Антипин, Владимир Юрьевич
- защ  Артёменко, Александр Сергеевич
- защ  Быстрянцев, Виктор Николаевич
- защ  Кислицын, Сергей Анатольевич
- защ  Коваленко, Олег Евгеньевич
- защ  Медведев, Игорь Евгеньевич
- защ  Пручковский, Андрей Александрович
- защ  Савенков, Андрей Владимирович
- защ  Трегубов, Виталий Владимирович
- защ  Федорченко, Виктор Ильич
- защ  Шехтман, Роман Валерьевич
- нап Авдеев, Иван Иванович
- нап  Александров, Борис Викторович
- нап  Антипов, Сергей Анатольевич
- нап  Белкин, Сергей Владимирович
- нап  Дударев, Дмитрий Викторович
- нап  Ефремов, Владимир Юрьевич
- нап  Завьялов, Владимир Владимирович
- нап  Залипятских, Андрей Геннадьевич
- нап  Каратаев, Юрий Иванович → «Булат»
- нап  Комиссаров, Максим Андреевич
- нап  Кравец, Игорь Владимирович
- нап  Могильников, Сергей Петрович
- нап  Пчеляков, Андрей Владимирович
- нап  Рожнев, Александр Викторович
- нап  Самохвалов, Андрей Викторович
- нап  Сингелеев, Андрей Александрович
- нап  Сподаренко, Константин Григорьевич
- нап  Фадин, Роман Игоревич
- нап  Филатов, Анатолий Алексеевич
- нап  Филиппов, Александр Владимирович
- нап  Цыба, Андрей Владимирович
- нап  Шипулин, Роман Васильевич
- нап  Шнайдер, Валерий Львович
- Главный тренер:  Владимир Гольц,  Валерий Кириченко (с 5 января).

## 23. «Трактор»
- вр Емельянов, Михаил Германович
- вр Зуев, Андрей Александрович
- защ Гапонов, Владимир Михайлович
- защ Гатиятулин, Анвар Рафаилович
- защ Гринь, Сергей Валерьевич
- защ Гусев, Константин Владимирович
- защ Денисов, Денис Борисович
- защ Денисов, Матвей Борисович
- защ Кулев, Сергей Николаевич
- защ Мантик, Константин Валерьевич
- защ Охотников, Михаил Михайлович
- защ Плотников, Сергей Викторович
- защ Сидулов, Константин Никифорович
- защ Симбиркин, Валерий Вячеславович
- защ Тертышный, Дмитрий Валерьевич
- защ Фильковский, Владимир Анатольевич
- защ Чикалин, Алексей Александрович
- защ Шубин, Вадим Евгеньевич
- нап Белоусов, Матвей Валерьевич
- нап Бобыкин, Евгений Васильевич
- нап Галлямов, Анвар Закиевич
- нап Демидов, Дмитрий Владимирович
- нап Диденко, Андрей Петрович
- нап Долишня, Вячеслав Валентинович
- нап Зиновьев, Евгений Александрович
- нап Иванов, Дмитрий Олегович
- нап Иванов, Сергей Иванович
- нап Ивлев, Сергей Иванович → «Трактор»
- нап Камаев, Игорь Вячеславович
- нап Мальцев, Олег Анатольевич → «Лада»
- нап Момот, Евгений Михайлович
- нап Мягков, Александр Владимирович
- нап Пименов, Игорь Михайлович
- нап Романенко, Александр Викторович
- нап Смельницкий, Максим Борисович
- нап Суханов, Владимир Анатольевич
- нап Талайков, Дмитрий Александрович
- нап Тертышный, Алексей Викторович
- нап Туголуков, Станислав Сергеевич
- нап Хрущёв, Сергей Николаевич
- нап Черкасов, Олег Васильевич
- нап Шумаков, Станислав Юрьевич

Главный тренер: Анатолий Картаев.

## 24. «Сибирь»
- вр Бессонов, Андрей Васильевич
- вр Шевченко, Юрий Алексеевич
- защ Алямов, Амир Энверович
- защ Бадин, Александр Юрьевич
- защ Коршков, Алексей Владимирович
- защ  Полищук, Александр Дмитриевич
- защ Пономарёв, Роман Алексеевич
- защ Прокопенко, Олег Борисович
- защ Прокопьев, Алексей Александрович
- защ Рыжих, Игорь Юрьевич
- защ Тютиков, Евгений Гаврилович
- защ Ушков, Евгений Борисович
- защ  Шеститко, Валерий Павлович
- нап Антонов, Евгений Валерьевич
- нап Бабаев, Евгений Анатольевич
- нап Бухтояров, Игорь Иванович
- нап Власов, Александр Владимирович
- нап Волков, Эдуард Владимирович
- нап Воронцов, Сергей Васильевич
- нап Громилин, Владимир Владимирович
- нап Губарев, Сергей Иванович
- нап Жиронкин, Олег Юрьевич
- нап Затонский, Дмитрий Викторович
- нап Карпов, Вячеслав Геннадьевич
- нап Клемешов, Юрий Николаевич
- нап Корчагин, Сергей Владимирович
- нап Кулешов, Евгений Валерьевич
- нап Лапшин, Денис Вячеславович
- нап Логутенко, Алексей Николаевич
- нап Мацейко, Александр Александрович
- нап Фоминых, Виктор Федорович
- нап Храмцов, Игорь Борисович
- нап Шапиро, Владимир Анатольевич
- нап Яблонский, Владимир Юрьевич
- Главный тренер: Сергей Акимов, Аркадий Багаев (30 сентября — 6 января, и. о.),  Владимир Гольц (с 6 января).

## 25. «Нефтехимик»
- вр Грачёв, Олег Станиславович
- вр Давыдов, Рашид Абдулхакович
- вр Закиров, Фарит Вазехович
- вр Подпузько, Сергей Николаевич
- вр  Симчук, Константин Николаевич ← «Сокол»
- вр Чернов, Александр Владимирович
- защ Агеев, Игорь Геннадьевич
- защ Вафин, Альберт Вакифович
- защ Гайнуллин, Роберт Маратович
- защ  Григорьев, Константин
- защ  Доника, Анатолий Григорьевич ← «Сокол»
- защ Емелин, Андрей Николаевич
- защ Зубков, Андрей Фёдорович
- защ Куликов, Дмитрий Иванович
- защ Кухтинов, Роман Евгеньевич
- защ Миннекаев, Альберт Файдеханович
- защ Новиков, Вячеслав Владимирович
- защ Плеханов, Дмитрий Викторович
- защ Пучков, Алексей Геннадьевич
- защ Рахин, Вячеслав Викторович
- защ Суярков, Сергей Владимирович
- защ Ящин, Юрий Вячеславович
- нап Белозерцев, Эдуард Петрович
- нап Валиахметов, Анвар Хасанзянович
- нап Вафин, Азат Вакифович
- нап Веселов, Глеб Анатольевич
- нап Гараев, Айрат Расимович
- нап Гарипов, Марсель Мансурович
- нап Гимаев, Ришат Гамирович
- нап Голохвастов, Константин Юрьевич
- нап  Девяткин, Пётр Геннадьевич
- нап Дмитриев, Эдуард Анатольевич
- нап  Калюжный, Алексей Николаевич
- нап Курочкин, Вячеслав Павлович
- нап  Куценко, Виктор Павлович ← «Сокол»
- нап  Млинченко, Евгений Александрович ← «Сокол»
- нап Обрежа, Константин Борисович
- нап Писарев, Андрей Константинович
- нап Сафиуллов, Ильдар Хуснуллович
- нап Синицын, Владимир Геннадьевич
- нап Синицын, Игорь Борисович
- нап  Сухенко, Александр Павлович
- нап Таранов, Евгений Алексеевич
- нап Фаткуллин, Альфред Рафаэлевич
- нап Чепрасов, Евгений Валерьевич
- нап Шайдуллин, Ренат Набиуллович
- нап Якупов, Нияз Рафисович
- Главный тренер: Владимир Андреев.

## 26. ЦСК ВВС
- вр  Губарев, Алексей Юрьевич
- вр Давыдов, Рашид Абдулхакович
- вр Шарнин, Алексей Юрьевич
- защ Булдаков, Алексей Анатольевич
- защ Быков, Дмитрий Вячеславович
- защ Вологжанин, Сергей Викторович
- защ Жмаев, Александр Владимирович
- защ Зубов, Павел Владимирович
- защ Комаров, Сергей Леонидович
- защ Кузнецов, Олег Владимирович
- защ Куликов, Андрей Александрович
- защ Мордвинцев, Сергей Дмитриевич
- защ Нарушко, Сергей Игоревич
- защ Отмахов, Владислав Валерьевич
- защ Поддякон, Андрей Владимирович
- защ Юшин, Олег Васильевич
- нап Акифьев, Алексей Валерьевич
- нап Алексеев, Алексей Александрович
- нап Викторов, Максим Ювенальевич
- нап Десятков, Павел Николаевич
- нап Зуев, Алексей Геннадьевич
- нап Исупов, Константин Владимирович
- нап Канюков, Сергей Валерьевич
- нап Климантов, Алексей Васильевич
- нап Крашенинников, Игорь Валерьевич
- нап Кузнецов, Андрей Викторович
- нап Ларионов, Олег Борисович
- нап Марчков, Сергей Анатольевич
- нап Мордвинцев, Юрий Дмитриевич
- нап Морозов, Андрей Владимирович
- нап Мусакаев, Айдар Юнирович
- нап Науменко, Олег Юрьевич
- нап Низамаев, Андрей Владимирович
- нап Сироткин, Владимир Валерьевич
- нап Смирнов, Павел Владиславович
- нап Столбун, Сергей Николаевич
- нап Шумихин, Сергей Васильевич
- Главный тренер: Виктор Кузнецов.

## 27. «Булат» Караганда
- вр  Баландин, Владимир Викторович
- вр  Колиоглов, Николай Владимирович
- вр  Рягузов, Вадим Валерьевич ← «Рубин»
- защ  Андреев, Сергей Аверкиевич
- защ  Бальчугов, Александр Сергеевич
- защ  Болякин, Олег Владимирович
- защ  Бунякин, Сергей Владимирович
- защ  Гасников, Александр Александрович
- защ  Дубровский, Дмитрий Радомирович
- защ  Дурницын, Александр Иванович
- защ  Еремеев, Павел Анатольевич
- защ  Жаров, Сергей
- защ Картаев, Дмитрий Анатольевич
- защ  Кац, Виталий Александрович
- защ  Керн, Владислав Александрович
- защ  Коротких, Сергей Алексеевич
- защ  Михайлис, Юрий Владимирович
- защ  Харченко, Виталий Валерьевич
- защ  Яковенко, Сергей Александрович
- нап  Авдеев, Евгений Белан Вячеслав
- нап  Белан, Вячеслав Михайлович
- нап Букин, Владимир Валентинович
- нап  Буяльский, Виктор Васильевич
- нап  Высоцкий, Александр Анатольевич
- нап  Габдрахманов, Ильдус Вакильевич
- нап  Глотов, Павел Валентинович
- нап  Жабунин, Владимир Валерьевич
- нап  Завитаев, Леонид Петрович
- нап  Заводов, Роман Валентинович
- нап  Земсков, Вячеслав Владимирович
- нап  Каратаев, Юрий Иванович ← «Торпедо» У-К
- нап  Мамбеталиев, Галим Баубекович
- нап  Мурзин, Алексей Раисович
- нап  Оразбаев, Нурлан Сайранович
- нап  Орлов, Денис Александрович
- нап  Петров, Михаил Владимирович
- нап  Пискунов, Сергей Николаевич
- нап  Тен, Виталий Евгеньевич
- нап  Тусупбеков, Серик Темурбулатович
- нап  Тушенцов, Валерий Павлович
- нап  Фёдоров, Дмитрий Викторович
- нап  Харитонов, Александр Владимирович
- нап  Черкасов, Вячеслав Владимирович
- Главный тренер:  Пётр Павлюченко.

## 28. «Тивали»
- вр  Гаврилёнок, Александр Яковлевич
- вр  Ивашин, Юрий Леонидович
- вр  Шабанов, Сергей Рудольфович
- защ Бузырев, Андрей Николаевич
- защ Величков, Марк Викторович
- защ  Вербицкий, Алексей Валерьевич
- защ Галкин, Сергей Викторович
- защ  Гегеня, Виталий Леонидович
- защ  Еркович, Сергей Анатольевич
- защ  Зеленко, Александр Брониславович
- защ  Клочко, Юрий Кузнецов Виталий
- защ  Кузнецов, Виталий Леонидович
- защ  Кузьменков, Юрий Михайлович
- защ  Микульчик, Павел Антонович
- защ Пахомов, Андрей
- защ  Протопопов, Андрей Владимирович
- защ  Тетерев, Олег Александрович
- нап  Белько, Дмитрий Владимирович
- нап Брызгалов, Владислав Владимирович
- нап  Валуй, Виталий Алексеевич
- нап Воробьёв, Вячеслав Александрович
- нап  Деев, Владимир Анатольевич
- нап  Деркач, Павел Евгеньевич
- нап  Ермолов, Валерий Владимирович
- нап  Запольский, Александр Казимирович
- нап  Захаров, Михаил Михайлович
- нап Кабанов, Виталий Александрович
- нап  Карпенко, Юрий Александрович
- нап  Мельниченок, Владислав Анатольевич
- нап Монахов, Алексей Иванович
- нап  Овсянников, Дмитрий Владимирович
- нап  Павлюченко, Аркадий Вадимович ← «Металлург» Н
- нап  Руммо, Александр Петрович
- нап  Рымша, Александр Станиславович
- нап  Савилов, Геннадий Геннадьевич
- нап  Тарновский, Игорь
- нап  Хайлак, Владимир Юрьевич
- нап  Чернявский, Сергей Александрович
- нап  Чух, Юрий Николаевич
- нап Юркин, Антон Павлович
- Главный тренер:  Андрей Сидоренко.